# Obodivka, Pidvolociîsk
Obodivka (în ucraineană Ободівка) este un sat în comuna Terpîlivka din raionul Pidvolociîsk, regiunea Ternopil, Ucraina.

## Demografie
Componența lingvistică a localității Obodivka
     Ucraineană (100%)
Conform recensământului din 2001, toată populația localității Obodivka era vorbitoare de ucraineană (100%).